# Methanohalophilus
Methanohalophilus (лат.) — род архей из семейства Methanosarcinaceae порядка 
Methanosarcinales. Галофильные метаногены.

## Классификация
На июнь 2017 года в род включают 4—5 вида:
- Methanohalophilus euhalobius Davidova et al. 1997 — отсутствует в LPSN
- Methanohalophilus halophilus (Zhilina 1984) Wilharm et al. 1991
- Methanohalophilus levihalophilus Katayama et al. 2014
- Methanohalophilus mahii Paterek and Smith 1988typus
- Methanohalophilus portucalensis Boone et al. 1993